# Horodîșce-Pustovarivske, Volodarka
Horodîșce-Pustovarivske (în ucraineană Городище-Пустоварівське) este o comună în raionul Volodarka, regiunea Kiev, Ucraina, formată numai din satul de reședință.

## Demografie
Componența lingvistică a comunei Horodîșce-Pustovarivske
     Ucraineană (97,44%)
     Rusă (2,06%)
     Alte limbi (0,41%)
Conform recensământului din 2001, majoritatea populației comunei Horodîșce-Pustovarivske era vorbitoare de ucraineană (97,44%), existând în minoritate și vorbitori de rusă (2,06%).